# Dagny Mellgren
Dagny Mellgren (Ålgård, 19 de junho de 1978) é uma futebolista norueguesa, campeã olímpica.

## Carreira
Foi medalhista olímpica de ouro pela seleção de seu país em 2000.